# Luna\TBWA
Luna \TBWA je slovenska oglaševalska agencija. Med drugim dela za podjetja A1 Slovenija, NLB, Krka, Beiersdorf, Mars, Nissan, BMW in Henkel. 
Luna \TBWA vodi OMD Slovenija in regionalno mrežo TBWA Adriatic z agencijami v Zagrebu, Beogradu, Sarajevu in Sofiji.
Agencijo je leta 1990 ustanovil Mitja Milavec (Luna d.o.o.). Leta 2002 se je pridružila globalni oglaševalski mreži TBWA (Luna TBWA d.o.o.) Leta 2002 je ustanovila medijsko agencijo OMD. Leta 2003 je ustanovila regionalno mrežo TBWA Adriatic.
Na 21. slovenskem oglaševalskem festivalu je bila izbrana za najboljšo agencijo leta 2011 v Sloveniji in prejela nagrado v kategoriji televizijskih oglasov.